# 穆罕默德·易卜拉欣
穆罕默德·易卜拉欣（1703年8月9日—1746年1月31日）(محمد ابراهيم) ，是印度莫臥兒帝國（1720年在位）的王位覬覦者。穆罕默德·易卜拉欣的父親Rafi-ush-Shan是巴哈都爾·沙一世的兒子、賈汗達爾·沙的弟弟，他的兩位兄長拉菲·烏德·達拉加特及沙·賈汗二世皆曾短暫登上王位。
1720年，莫臥兒帝國皇帝穆罕默德·沙欲借Qamar-ud-din Khan的勢力擺脫賽義德兄弟。賽義德兄弟遂立穆罕默德·易卜拉欣為皇帝以取代穆罕默德·沙。可惜，穆罕默德·易卜拉欣的一方於1720年11月13日於哈桑普爾之戰被打敗，穆罕默德·易卜拉欣於同一日被廢。1722年，穆罕默德·易卜拉欣於賽義德兄弟倒台後被囚禁於後宮。穆罕默德·易卜拉欣於1746年逝世。